# Massacro del cimitero di Kielce

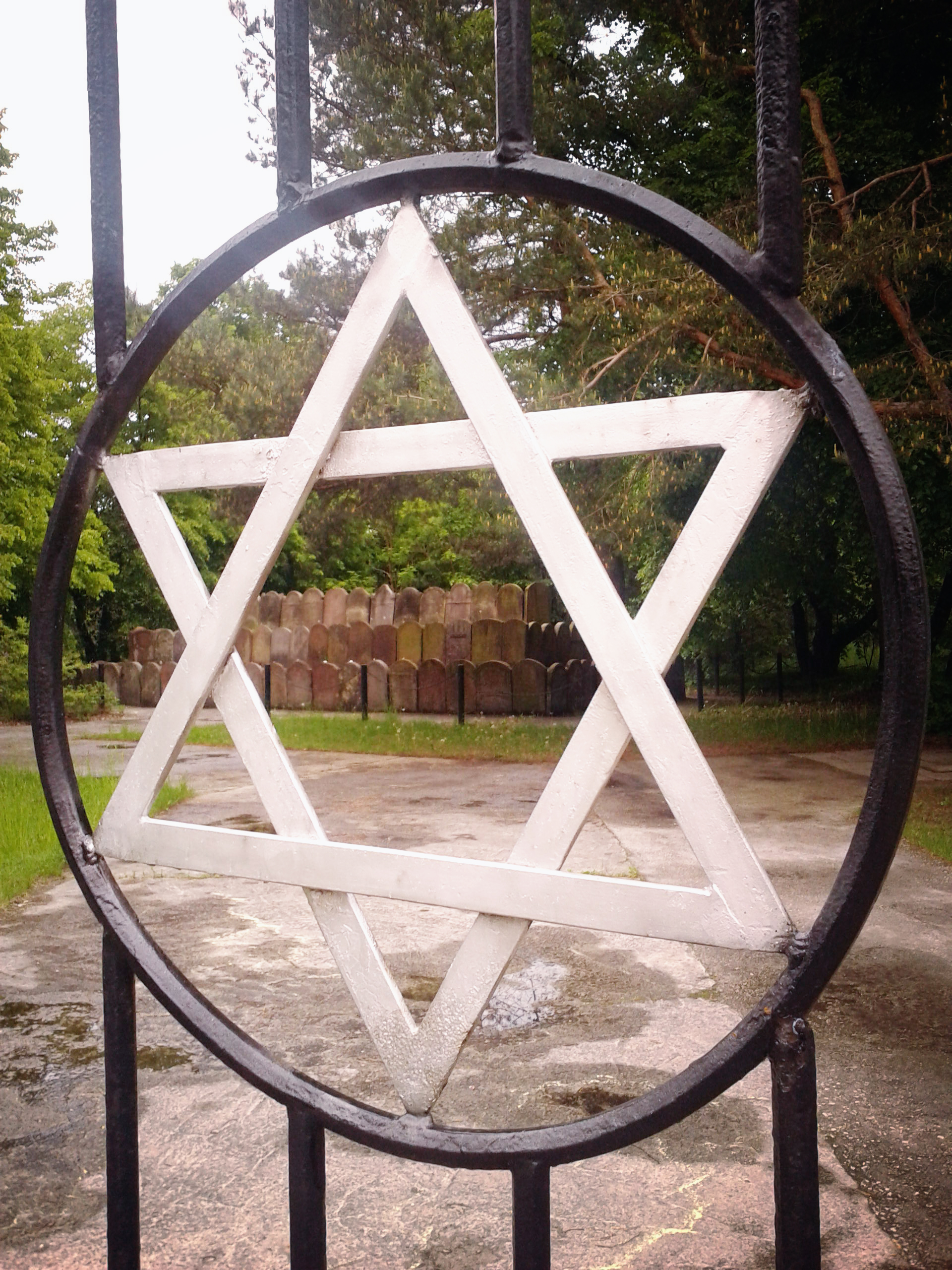
Cancello d'ingresso del cimitero ebraico Pakosz di Kielce

Il massacro del cimitero di Kielce fu perpetrato dai nazisti il 23 maggio 1943 nella città di Kielce, nella Polonia occupata, durante la seconda guerra mondiale. Le vittime furono 45 bambini ebrei sopravvissuti alla liquidazione del Ghetto di Kielce, i quali vennero radunati, portati al cimitero ebraico Pakosz di Kielce e lì assassinati dalla polizia paramilitare tedesca. I bambini avevano un'età compresa tra i 15 mesi e i 15 anni.
Durante la liquidazione del ghetto, iniziata il 20 agosto 1942, circa 20.000-21.000 ebrei vennero stipati sui treni della morte e deportati al campo di sterminio di Treblinka. Al 24 agosto 1942, erano rimasti in vita soltanto 2.000 ebrei, impiegati nel campo di lavoro di Stolarska-and-Jasna Streets situato all'interno del piccolo ghetto; tra questi vi erano membri dello Judenrat e della polizia ebraica. Nel maggio 1943, la maggior parte dei restanti ebrei di Kielce furono deportati nei campi di lavoro forzato di Starachowice, Skarżysko-Kamienna, Pionki e Bliżyn, salvo i 45 bambini ebrei poi trucidati nell'eccidio del cimitero.